# Gare de Chinon
La gare de Chinon est une gare ferroviaire française de la ligne des Sables-d'Olonne à Tours, située sur le territoire de la commune de Chinon, dans le département d'Indre-et-Loire, en région Centre-Val de Loire.

## Situation ferroviaire
Cette gare est située sur la ligne des Sables-d'Olonne à Tours ainsi que sur l'ancienne ligne de Port-Boulet à Port-de-Piles.

## Histoire
La gare de Chinon a été mise en service en 1887.
La voie venant de Tours se poursuivait jusqu'à la Vienne qu'elle franchissait par un viaduc, se divisant au niveau du lieu-dit "Saint-Lazare" en deux branches, l'une vers Loudun et l'autre en direction de Ligré, où cette dernière se subdivisait à nouveau en une voie vers Port-de-Piles (sur la ligne de Paris à Bordeaux, entre Tours et Poitiers) et une autre vers Richelieu.
La ligne de Richelieu a accueilli jusqu'à il y a quelques années[Quand ?] un train touristique géré par l'association Trains à vapeur de Touraine (TVT), interrompu depuis 2004, en raison du trop mauvais état de la voie, que le conseil général prévoit de transformer en voie verte.

## Desserte
La ligne est ouverte aux voyageurs entre Chinon et Tours, par trains et autocars.
Un service autocar subsiste entre Chinon et Thouars par Loudun, la section Loudun - Thouars n'étant desservie qu'en période scolaire.

### Intermodalité
- Ligne TE du Réseau de mobilité interurbaine[1]
- Réseau Sitravel (bus urbains de Chinon). -  ligne A (vers la gare de Port-Boulet sur la ligne Tours - Angers), B (desserte urbaine de Chinon selon un axe Nord-Sud) et C la ligne du Veron.
- Une ligne Rémi + à la demande pour se rendre au Musée Rabelais à Seuilly depuis la gare est disponible sur réservation 24 heures à l'avance (circule uniquement d'avril à septembre).

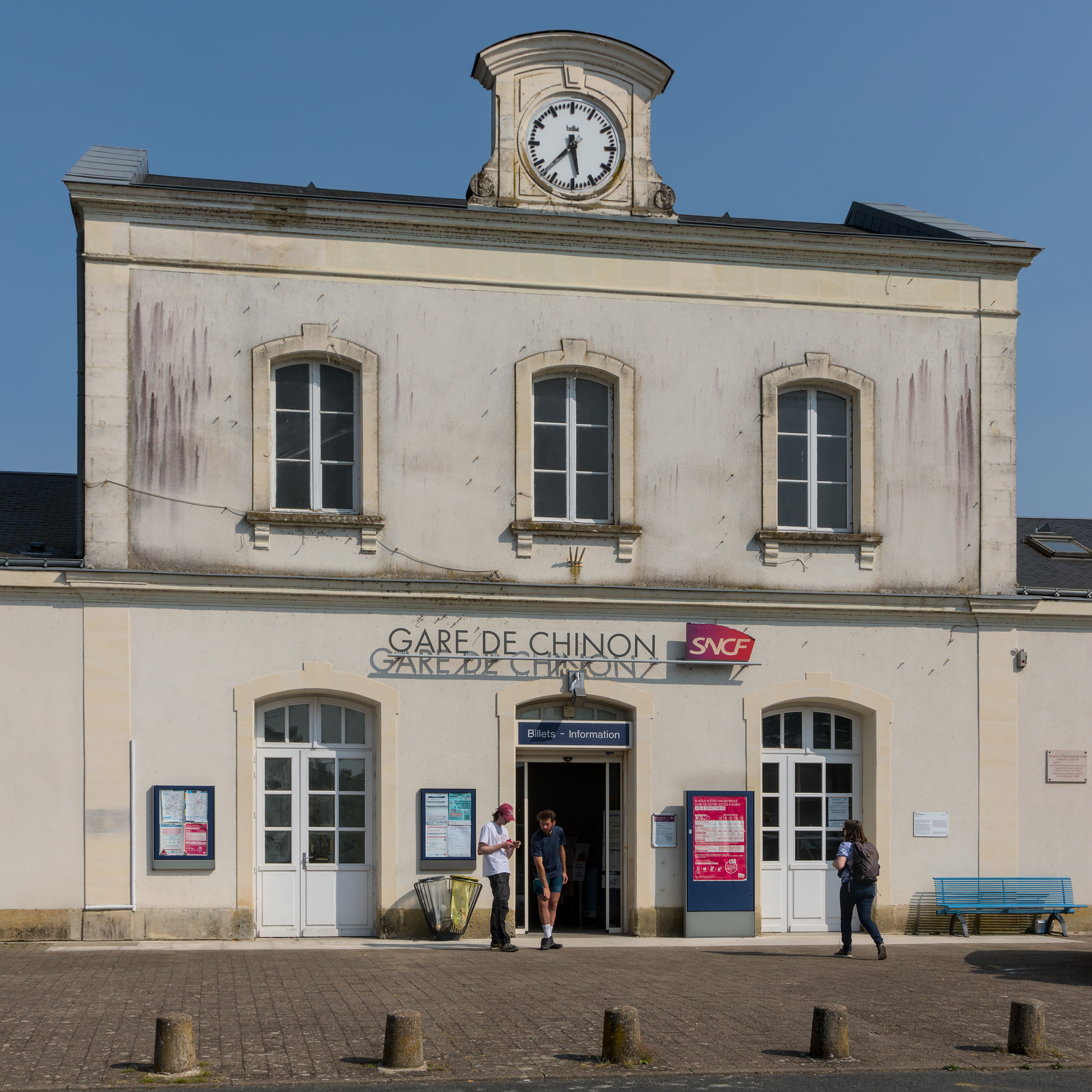
Le bâtiment voyageurs.
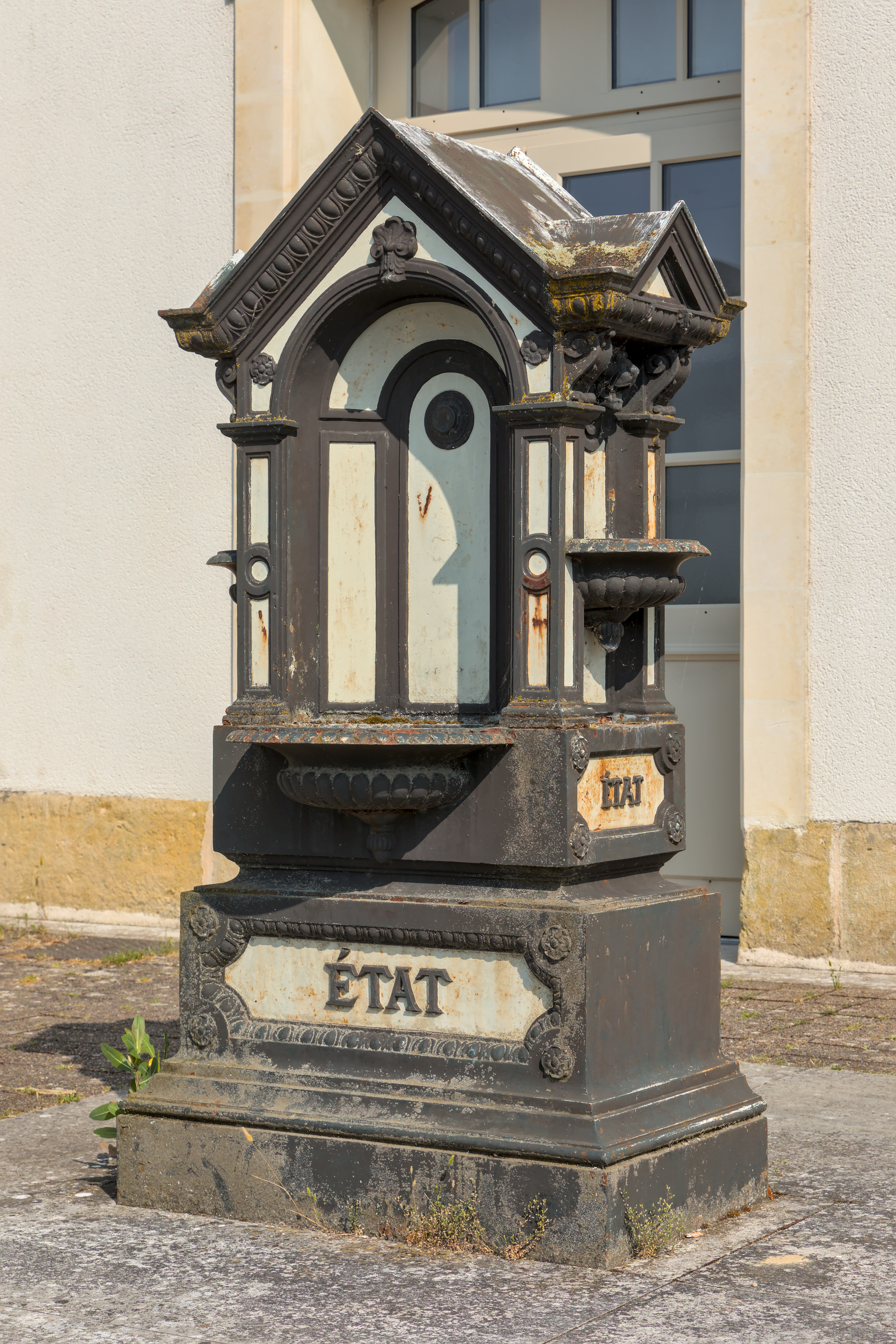
La fontaine de l'ancienne Administration des chemins de fer de l'État, devant la gare.